# Iswestkowy (Jüdische Autonome Oblast)
Iswestkowy (russisch Известко́вый) ist eine Siedlung städtischen Typs in der Jüdischen Autonomen Oblast (Russland) mit 1322 Einwohnern (Stand 1. Januar 2025).

## Geographie
Der Ort liegt im Kleinen Hinggan-Gebirge, einem Mittelgebirge, das sich über den knapp 100 Kilometer südwestlich fließenden Amur in die Volksrepublik China fortsetzt, unweit des rechten Ufers des Flusses Kuldur und dem in ihn mündenden Flüsschen Kimkan, wenig oberhalb der Vereinigung des Kuldur mit der Sutara zum linken Amur-Nebenfluss Bira. Westlich der Siedlung steigt das Gebirge bis auf eine Höhe von gut 500 m an.
Iswestkowy gehört zum Rajons Oblutschje und liegt knapp 40 Kilometer Luftlinie östlich von dessen Verwaltungszentrum Oblutschje und 100 Kilometer westnordwestlich der Oblasthauptstadt Birobidschan. Zur Stadtgemeinde (Gorodskoje posselenije) Iswestkowy gehören auch die fünf umliegenden Dörfer Abramowka (5 km westlich), Dwuretschje (3 km südöstlich), Kimkan (10 km westlich), Rudnoje (6 km nördlich) und Snarsk (3 km westlich).

## Geschichte
Der Ort entstand 1913 im Zusammenhang mit der Errichtung der Amureisenbahn von Kuenga nach Chabarowsk, des letzten Abschnittes der Transsibirischen Eisenbahn auf dem Territorium des Russischen Reiches, als dort mit dem Bau einer Station begonnen wurde. Der Streckenabschnitt ging 1915 in Betrieb. Station und zugehörige Siedlung wurden nach den in der Umgebung zu Tage tretenden Kalksteinfelsen benannt (russ. iswest für Kalk). 1948 erhielt der Ort den Status einer Siedlung städtischen Typs.

### Bevölkerungsentwicklung
| Jahr | Einwohner |
| ---- | --------- |
| 1959 | 6753      |
| 1970 | 4662      |
| 1979 | 3625      |
| 1989 | 3025      |
| 2002 | 2229      |
| 2010 | 1809      |

Anmerkung: 1959–2010 Volkszählungsdaten

## Wirtschaft und Infrastruktur
In Iswestkowy befindet sich die Station Iswestkowaja der Transsibirischen Eisenbahn (Streckenkilometer 8234 ab Moskau). Dort zweigt eine 356 Kilometer lange Querverbindung nach Nowy Urgal an der Baikal-Amur-Magistrale (BAM) und weiter in das Bergbauzentrum Tschegdomyn ab. Die Lage an den Bahnstrecken ist der wichtigste Wirtschaftsfaktor.
Südlich wird die Siedlung durch die Fernstraße M 58 Amur von Tschita nach Chabarowsk umgangen, Teil der transkontinentalen Straßenverbindung.